# Steel (Comicserie)
Steel (dt. „Stahl“) ist der Titel einer Comicserie, die von 1994 bis 1998 von dem US-amerikanischen Verlag DC Comics veröffentlicht wurde.
Genremäßig ist Steel eine Mischung aus klassischem amerikanischen Superhelden-Comic sowie den Bereichen des Science-Fiction- und des Abenteuer-Comics. Hauptfigur der Serie ist der Afroamerikaner John Henry Irons, der – bewaffnet mit einem stählernen Kampfanzug – in verschiedenen Städten des fiktiven sogenannten DC-Universums, in dem die Serie spielt, für „das Gute“ streitet. Schöpfer der Steel-Serie und ihrer Hauptfigur waren die Autorin Louise Simonson und der Zeichner Jon Bogdanove die die Figur erstmals in der #500 der US-Serie The Adventures of Superman im Juni 1993 vorstellten.

## Handlung
Hauptcharakter der Serie ist der Ingenieur John Henry Irons, der in einer stählernen Hi-Tech-Kampfrüstung, die ihn nahezu unverwundbar macht, die Bewohner eines Ghettos in Washington, D.C. beschützt. Aufgrund des Materials aus dem diese Rüstung gefertigt ist (Stahl), wird Irons auch „Man of Steel“ oder kurz „Steel“ gerufen.
Während die ersten Jahrgänge der Serie in Washington D.C. spielen wird der Schauplatz der Reihe in den Geschichten der späteren Ausgaben in eine namenlose andere Stadt verlegt. Neben diversen Auseinandersetzungen mit der kriminellen Regierungsorganisation Black Op und ihrem Anführer Hazard, bekommt Steel es unter anderem mit der Waffenhändlerin White Rabbit, einem außerirdischen Kopfgeldjäger und dem Hünen Blockbuster zu tun und begibt sich mit der heißblütigen Aristokratin Maxima auf eine Odyssee ins Weltall.
Darüber hinaus hat Steel mit allerlei familiären Verwicklungen zu tun: Während Steels Alter Ego John Henry Irons in den frühen Ausgaben der Serie im Schoss einer Großfamilie die von seiner matriarchischen Großmutter dominiert wird, lebt, verlässt ihn seine Familie in späteren Heften der Serie, nachdem seine Geheimidentität durch Hazard öffentlich enthüllt worden ist: Einzig seine Nichte Natasha – und ihr aidskranker Kumpel Boris – bleibt ihm treu und begleitet ihn auf seinem neuen Lebensabschnitt. Häufig wiederkehrende Themen ist dabei auch der schwelende Rassismus in der US-amerikanischen Gesellschaft, die Problematik von John Henrys Beziehungen mit weißen Frauen sowie das unverarbeitetes Trauma von Steels Verwicklung in die Waffenindustrie. In den letzten Ausgaben der Serie lässt er sich auf eine zarte Liaison mit einer Ärztin in dem Krankenhaus, in dem er Anstellung gefunden hat ein.
Zu Steels Soloabenteuern kommen gelegentlich Verwicklungen in Abenteuer seines Kollegen Superman. Dabei verbindet sich die Steel-Serie in Form sogenannter Crossover mit den Superman-Serien, wobei die Handlungen dieser Großgeschichten sich dann quer durch alle beteiligten Serien ziehen. Beispiele für solche Abenteuer, in denen Steel Superman zur Hilfe eilt, sind unter anderem die Storylines The Trial of Superman von 1995 und Millennium Giants von 1998. Während Steel in der einen Geschichte ins Weltall reist, um Superman aus den Fängen eines außerirdischen Strafgerichtshofes zu befreien, beschreibt die zuletzt genannte Geschichte den gemeinsamen Kampf gegen eine Horde wiederauferstandener archaischer Riesen.

## Hauptfigur: John Henry Irons
Der Titelheld von Steel, John Henry Irons, ist eine Mischung zu gleichen Teilen aus John Henry, einem Helden der afroamerikanischen Folklore, und den Ur-Vater aller amerikanischen Comic-Superhelden, Superman: Während John Henry – ein schwarzer Sklave mit edlem Charakter und den Körperkräften eines Bären, der seine Leute aus der Sklaverei in die Freiheit führt – als Namenspate für Irons zivile Identität dient, geht der Name von Irons Superhelden Alter Ego auf Supermans Spitznamen „The Man of Steel“ („Der Mann aus Stahl“ oder auch „Der Stählerne“) zurück. Die High-Tech-Rüstung mit der Irons gegen das Verbrechen kämpft verleiht ihm die für Superhelden typischen Superkräfte, die Fähigkeit (dank seiner Raketenstiefel) zu Fliegen sowie allerlei Extras anzuwenden, so etwa, sich mit Kraftfeldern zu umgeben, Energiestrahlen abzufeuern und ähnliches mehr. Zudem bedient sich Steel häufig eines eisernen Wurfhammers der nach dem Bumerangprinzip zu ihm zurückkehren kann, wenn er es wünscht, und der außerdem mit zunehmender Wurfweite an Geschwindigkeit zunimmt und umso härter im Ziel einschlägt. Da der Hammer sich, wenn er auf den Boden fällt dank einer technischen Raffinesse mit dem elektromagnetischen Feld der Erde verbindet, kann ihn niemand außer Steel selbst, der diesen Mechanismus abstellen kann, aufheben.

## Freunde

### Irons-Familie
Die Angehörigen der Familie von John Henry Irons fungieren in den ersten drei Jahrgängen der Steel-Comics als die wichtigsten Nebenfiguren der Serie.
Die Familie lebt in diesen Heften in einem Einfamilienhaus in einem Stadtviertel von Washington D.C. bis sie, als Steels Geheimidentität öffentlich bekannt wird, gezwungen ist, in den Untergrund zu gehen, um sich vor seinen Feinden zu verstecken. Sie umfasst acht Mitglieder: Bess Irons, Steels beleibte Großmutter, die als milde aber resolute Matriarchin als Familienoberhaupt agiert. Bess etwas senilen Ehemann Butters Irons, genannt Pops, ihre Schwiegertochter Blondel Irons, die Gattin ihres verschollenen Sohns Clay Irons, der im späteren Verlauf der Serie als Krimineller Crash zurückkehrt. Hinzu kommen die Kinder von Blondel und Clay: Natasha Irons, Jemahl Irons und Paco Irons sowie die Pflegekinder Darlene und Tyke.
Tyke wird in einem der ersten Hefte der Serie bei einer Auseinandersetzung von Jemahl mit einer Straßbande von einem Schläger namens Cowboy niedergeschossen und sitzt hernach im Rollstuhl, später intrigiert er gegen John Henry, den er für sein Schicksal verantwortlich macht, und trägt mit zur Enthüllung von dessen Geheimidentität bei. Nachdem das Wohlfahrtsamt ihn und Darlene aus der Irons Familie herausholt wird er von einem Mann hinter dem sich Steels Feind Hazard verbirgt adoptiert und taucht danach – wie auch Darlene, die in eine andere Familie kommt – nicht mehr in der Serie auf.
Der rowdyhafte Jemahl spielt in den ersten Heften, die von seiner Verwicklung in Drogengeschäfte mit einer Designerdroge namens Tar und davon wie er seine Mutter drangsaliert handeln, eine wichtige Rolle, tritt später aber mehr zugunsten von Natasha, die praktisch zum Co-Star der Serie wird, in den Hintergrund. Bess wird, nachdem sie in den ersten zweieinhalb Jahren der Serie eine sehr auffällige Rolle spielt in einem späteren Heft von einigen Feinden Steels ermordet. Der Rest der Familie, außer Natasha, bricht daraufhin mit Steel und versteckt sich mit Hilfe der Regierung an einem unbekannten Ort. Die Irons tauchen später nur noch ein einziges Mal auf, wobei sie deutlich von den Strapazen des Lebens in Verstecktheit gezeichnet (abgemagert, neurotisch, verhärmt) erscheinen.

### Natasha Irons
Natasha Jasmine Irons ist die Nichte von John Henry Irons (Steel). Die Figur trat erstmals in US-Steel #1 vom Februar 1994 auf (Autorin: Louise Simonson, Zeichner: Jon Bogdanove) und war die einzige Nebenfigur die kontinuierlich von Ausgabe #1 der Serie bis zu ihrer Einstellung mit #52 auftrat. In Ausgabe #1 wird Natasha als Tochter von Irons Bruder Clay Irons und dessen Ehefrau Blondel vorgestellt. Als eine praktisch veranlagtes und cleveres Teenager-Mädchen steht sie bis zum Ende der Serie Steel als moralische und physische Stützte bei der Bewältigung seiner Abenteuer zur Seite.
Zu Beginn der Steel-Serie ist Natasha ein etwa dreizehnjähriges Mädchen, das mit ihrer Familie in einem alten Haus in Washington D.C. lebt. Nachdem ihr Onkel in #1 der Serie zu der Hausgemeinschaft hinzustößt werden beide schnell „dicke Kumpel“ und erleben allerlei Abenteuer zusammen. Im Laufe der Serie wird Natasha unter anderem von den Schurken Hazard und Plasmus entführt – und von ihrem Onkel gerettet – freundet sie sich mit einem aidskranken Jungen namens Paul an, den sie „Boris“ nennt, wird sie von dem Terroristen Skorpio vergiftet – kann aber dank einer Bluttransfusion ihres Vaters, der als Schurke Crash zurückkehrt, gerettet werden – und zieht schließlich mit ihrem Onkel nach Jersey City, um dort – ohne den Rest der Familie – ein neues Leben aufzubauen, nachdem Steels Geheimidentität öffentlich bekannt wird. In den meisten dieser Abenteuer wird Natasha als ein durchschnittlicher Teenager mit bewusst nach außen getragener Lässigkeit porträtiert.
In der Serie Superman: Man of Steel trat Natasha zudem in den Ausgaben der Jahre von 1999 bis 2002 gemeinsam mit ihrem Onkel in der Eigenschaft als gemeinsame Betreiber der High-Tech-Werkstatt Steelworks als eine permanente Nebenfigur auf. Gemeinsam mit Boris und dem von ihr programmierten Roboter Kelex erlebte sie dabei verschiedene kleine Abenteuer am Rande der Hauptabenteuer des Titelhelden, Superman. Danach trat Natasha wie Steel in verschiedenen anderen Serien wie 52 auf: Dort wird sie – nachdem Steel bei einem Kampf schwer verletzt wird – von diesem zu seiner Nachfolgerin ernannt und agiert zeitweise in einer ihr von ihrem Onkel geschmiedeten Rüstung als zweite Steel (US-Action Comics #806). Als Teilnehmerin des von Lex Luthor initiierten Testprogramms Everyman Subject erlangt sie zeitweise Superkräfte und wird zur Superheldin Starlight (52 #21). Nach einer längeren Entfremdung von ihrem Onkel – der nach einem Streit ihre Steel-Rüstung zerstört hatte – erkennt sie schließlich die korrupten Machenschaften Luthors, in dessen Dienst sie zeitweise stand, und hilft ihrem Onkel Luthor das Handwerk zu legen. Nach dem Verlust ihrer Starlight-Kräfte, versöhnt Natasha sich schließlich mit ihrem Onkel: Gemeinsam nehmen sie die Steelworks wieder in Betrieb. Außerdem baut er ihr eine neue Rüstung.

## Gegner

### Amertek
Amertek Industries ist ein Rüstungskonzern der Steels Hauptfeind in den ersten Ausgaben der Steel-Serie ist (#1–5). Diese Ausgaben handeln davon, wie Amertek, ein skrupelloser, menschenverachtender und geldgieriger Konzern, eine von John Henry Irons (Steel), der als junger Ingenieur bei Amertek forschte, arbeitete und großkalibrige Feuerwaffe entwickelte, die BG-60 („Toastmaster“), an Jugendbanden und kriegsführende Staaten verkauft, um so vom Leid das Kriege und Bandenkriege verursachen finanziell zu profitieren. In den ersten fünf Ausgaben der Serie führt Steel dementsprechend einen Privatkrieg gegen den fragwürdigen Konzern und zerstört nach und nach alle von diesem produzierten BG-60s, sowie die Baupläne der Waffe, um ihre weitere Vertreibung durch Amertek unmöglich zu machen. Als Kooperationspartner von Amertek wird zudem Rainforest Industries vorgestellt, ein Konzern, der unter der Führung des korrupten Geschäftsmannes Hazard, Steel in den späteren Ausgaben der Serie das Leben schwer macht. Eine weitere ehemalige Mitarbeiterin des Konzerns ist Steels Feindin White Rabbit.

### Cowboy
Cowboy ist der Anführer einer Straßenbande mit der Steel im Laufe der Serie mehrmals aneinandergerät. Cowboy dealt mit einer steroiden Droge namens Tar („Teer“), die er auch selbst einnimmt und verkauft Waffen an Jugendliche. Steels Neffe Jamal gehört zeitweise Cowboys Bande an, während Zeke, ein anderer von Steels Neffen, von ihm niedergeschossen und schwer verletzt wird, mit der Folge, dass er seither auf den Rollstuhl angewiesen ist. In einer späteren Ausgabe wird Cowboy schließlich von Steel besiegt und verhaftet.

### Crash
Crash ist Steels Bruder Clay Irons und sein ärgster Feind.

### White Rabbit
White Rabbit (dt. „weißes Kaninchen“), alias Dr. Angora Lapin, ist eine der Haupt-Gegenspielerinnen von Steel. Die Schurkin, die nach einer Figur aus Lewis Carrolls „Alice im Wunderland“ benannt ist, debütierte in US-Adventures of Superman #500 von 1993. Die Schöpfer der Figur waren die Autorin Louise Simonson und der Zeichner Jon Bogdanove.
Lapin war eine begabte Ingenieurin. die John Henry Irons – dem Alter Ego von Steel – dabei geholfen hatte, für einen amerikanischen Rüstungskonzern eine Waffe namens Toastmaster – eine durchschlagskräftige, leichte Schusswaffe – zu entwickeln, mit der man Menschen binnen Sekundenbruchteilen „rösten“, d. h. mit Hitzestrahlen schwerst verbrennen konnte. Irons zerstörte den Prototyp des Toastmasters, nachdem ihm mitgeteilt worden war, dass die Waffe nach ihrer Fertigung in Serie im Kriegsgebiet in Quarci eingesetzt werden sollte. Lapin hatte jedoch die Baupläne des Toastmasters heimlich kopiert und war so nach Irons Weggang aus dem Rüstungsprojekt in der Lage, die Waffe nachzukonstruieren. Sie begann bald danach unter dem Decknamen „White Rabbit“ den Toastmaster als Gebrauchswaffe herzustellen und an Kriminelle zu verkaufen – kurzzeitig arbeitete sie auch mit Lex Luthor zusammen, der sie hinterging. Irons, der auf die Aktivitäten seiner ehemaligen Kollegin und Liebhaberin aufmerksam wurde, ging schließlich gegen sie vor und legte ihr das Handwerk. Die Waffenschieberin kam bei einem Zweikampf mit Steel scheinbar ums Leben, als ein Lagerhaus über ihrem Kopf einstürzte (US-Man of Steel #24), kehrte aber später zurück, um sich an Steel zu rächen, unterlag diesem jedoch abermals.

## Weitere Auftritte
Steel trat mit der #16 (1998) als eine Hauptfigur in der Serie Justice League of America (JLA) auf, in der einem von Superman angeführten Team aus Superhelden angehörte, das als Beschützer der Menschheit meist gegen Bedrohungen von kosmischen Ausmaßen kämpfte. Bis zur #41 war Steel als Mitglied der „Stammbesetzung“ der JLA eine der ständigen Hauptfiguren dieser Team-Serie. Mit seinem Ausscheiden aus der JLA als reguläres Teammitglied verschwand er aus dieser Reihe, in der er seither nur noch als Nebenfigur aufgetreten ist.
In der Serie Superman: Man of Steel waren Steel/John Henry Irons und seine Nichte Natasha während des Runs des Autors Mark Schultz von 1999 bis 2002 ständige Nebenfiguren. Als Betreiber einer Hi-Tech-Werkstatt namens Steelworks waren die beiden in den Superman-Abenteuern dieser Jahre die technischen Ratgeber und Ausstatter des Superhelden. Mit seinen Erfindungen, seinem freundschaftlichen Rat und gelegentlichen eigenen Einsätzen stand Steel Superman dabei als treues Faktotum in jeder Lebenslage zur Seite, was schließlich in einer Partnerschaft der beiden „Männer aus Stahl“ gipfelte. Superman enthüllte Irons dabei unter anderem seine Geheimidentität als Reporter Clark Kent und beide bauten gemeinsam eine neue Festung der Einsamkeit.
Nach einigen Soloabenteuern in der Serie 52 die von Steels Konflikt mit einer lebendigen Rüstung vom Planeten Apokolips („Entropie-Aegais“) die beinahe seine Seele verschlingt, seinen Auseinandersetzungen mit dem skrupellosen Geschäftsmann und Superman-Erzfeind Lex Luthor, seiner Entfremdung von Superman und den anderen JLA-Mitgliedern, seiner Infizierung mit einer Droge namens Exo-Gen, seiner schwierigen Beziehung, Überwerfung und Wiederversöhnung mit seiner Nichte Natasha, der er schließlich hilft zur neuen Steel zu werden, indem er ihr eine eigene Rüstung schmiedet, und von seiner zeitweiligen Verwandlung in ein Wesen aus lebendigem Stahl handelten, wird Steel nach Verlagsankündigungen eine der Hauptfiguren in der 2008 startenden Comicserie Infinity Inc. werden.

## Filme
Der Film Steel Man (OT: Steel) wurde 1997 von Warner Brothers in die Kinos gebracht (US-Filmpremiere: 15. August 1997). Die Titelrolle des John Henry Irons/Steel übernahm der Basketball-Spieler Shaquille O’Neal. In weiteren Rollen waren Annabeth Gish, Richard Roundtree und Judd Nelson zu sehen. Die Regie übernahm Kenneth Johnson. Der Film stellte sich sowohl kommerziell wie künstlerisch als ein Flop heraus: Produktionskosten von 16.000.000 Dollar standen Einnahmen von nur 1.710.972 Dollar in den amerikanischen Kinos gegenüber. Kritiker bemängelten insbesondere die unoriginellen Dialoge des Films, die phantasielos-gradlinige Handlung und die schwache darstellerische Leistung von Laien-Schauspieler O’Neal.
Im amerikanischen Original synchronisiert von renommierten Darstellern wie Michael Dorn und Phil LaMarr hatte Steel zudem mehrere Auftritte in verschiedenen US-amerikanischen Zeichentrickserien wie Superman: The Animated Series und Die Liga der Gerechten. In diesen Serien stehen Steel und seine Nichte Natasha (US-Synchronstimme: Cree Summer) Superman und den Helden der Gerechtigkeitsliga mit ihren Ingenieurskünsten sowie mit handfesten Taten bei (v. a. in der Superman-Episode „Heavy Metal“) und helfen ihnen, mehrere Abenteuer zu bestehen. Als spielbarer Charakter trat Steel in dem Videospiel The Death and Return of Superman auf.

## Veröffentlichung
Nachdem der Charakter von Steel/John Henry Irons sich als Charakter in den Superman-Comics als äußerst populär erwiesen hatte, wurden Simonson und Bogdanove 1993 damit beauftragt, eine eigenständige Serie um den Charakter zu gestalten. Diese wurde Anfang 1994 gestartet und lief über viereinhalb Jahre bis in den Sommer 1998.
Während Simonson die ersten 31 Ausgaben von Steel schrieb, blieb Bogdanove der Serie nur kurzzeitig erhalten bis eine lange Reihe anderer Zeichner wie Chris Batista und Mitch Byrd die Zeichnerpflichten übernahm. Nach Simonsons Weggang übernahm der Autor Christopher Priest die Autorenschaft für Steel der die Serie bis zu ihrer Einstellung mit Ausgabe #52 betreute. Zu den 52 regulären Ausgaben der Serie kamen noch eine Sonderausgabe #0 (zur Miniserie Zero Hour 1994) sowie drei als Annuals bezeichnete Extrahefte mit Überlänge.